# Lappula caspia
Lappula caspia là loài thực vật có hoa trong họ Mồ hôi. Loài này được (Fisch. & C.A. Mey.) Czerepan. mô tả khoa học đầu tiên năm 1981.